# Банк Греции
Банк Греции (греч. Τράπεζα της Ελλάδος, англ. Bank of Greece SA, ATHEX: TELL) — центральный банк Греции. Основан 27 октября 1927 года, начал операции в 1928 году. Расположен в Афинах. До этого функции центрального банка выполнял Национальный банк Греции — второй по величине и самый старый банк Греции.
Банк Греции — член Европейской системы центральных банков. С 2001 года большинство функций передано в Европейский центральный банк. Основные функции банка — обеспечение стабильности цен в стране и надзор за частными банками. Банк Греции играет роль казначейства и налогового агента правительства страны.
В июне 2018 года банк находился на 1860-м месте в списке Forbes Global 2000 с выручкой 1,7 млрд долларов США, чистой прибылью 1,1 млрд долларов США (755-е место) и капитализацией 354 млн долларов США.
В банке работают 1864 сотрудников (2018).